# Juuru
Juuru est un petit bourg de la commune de Juuru du comté de Rapla en Estonie.
Au 31 décembre 2011, Juuru comptait 509 habitants.